# Let Me In (album)
Albums de Johnny Winter
The Winter of '88
(1988) Hey, Where's Your Brother?
(1992)
Let Me In, paru en 1991, est le quinzième album studio de Johnny Winter. Il a été nommé pour un Grammy Award du meilleur album de blues contemporain.

## L'album
Premier album studio de Johnny Winter pour le label Pointblank Records. La plupart des titres de l'album sont soit des reprises, soit des chansons composées pour Johnny Winter.
Let Me In a été réédité en 1992 par Virgin Records avec une chanson supplémentaire.

## Musiciens
- Johnny Winter : chant, guitare
- Jeff Ganz : basse
- Tom Compton : batterie

## Titres de l'album
| No  | Titre                   | Durée |
| --- | ----------------------- | ----- |
| 1.  | Illustrated Man         | 3:37  |
| 2.  | Barefootin’             | 4:06  |
| 3.  | Life Is Hard            | 6:17  |
| 4.  | Hey You                 | 2:42  |
| 5.  | Blue Mood               | 3:01  |
| 6.  | Sugaree                 | 2:57  |
| 7.  | Medicine Man            | 4:22  |
| 8.  | You're Humbuggin' Me    | 2:43  |
| 9.  | If You Got A Good Woman | 4:23  |
| 10. | Got to Find My Baby     | 2:40  |
| 11. | Shame, Shame, Shame     | 4:16  |
| 12. | Let Me In               | 4:11  |

| 13. | You Lie Too Much | 4:03 |

## Informations sur le contenu de l'album
- Billy Branch joue de l'harmonica sur Hey You, If You Got A Good Woman et Shame, Shame, Shame.
- Dr. John joue du piano sur Life Is Hard et Sugaree.
- Ken Saydak joue du piano sur If You Got A Good Woman.
- Illustrated Man et Life Is Hard ont été composés par Fred James pour Johnny Winter.
- Barefootin’ est une reprise des Robert Parker de 1966.
- Hey You est une reprise des Rumble Bees de 1990.
- Blue Mood est un titre de T-Bone Walker (1953) composé par Jessie Mae Robinson.
- Sugaree est un titre de Rusty York (1959) composé par Marty Robbins.
- Medicine Man a été composé par Henley Douglas pour Johnny Winter.
- You're Humbuggin' Me est une reprise de Lefty Frizzell de 1958.
- Got to Find My Baby est une reprise de Johnny Heartsman de 1991.
- Shame, Shame, Shame est une reprise de Jimmy Reed de 1963.
- You Lie Too Much est une reprise (inédite en album studio) de Dr. John de 1983.